# ツリッキーズピン太郎
『ツリッキーズピン太郎』（ツリッキーズピンたろう）は、原作：真倉翔・作画：岡野剛による漫画作品。釣りをテーマにしている。前作『地獄先生ぬ〜べ〜』をヒットさせたことから、連載にあたり「最強の黄金コンビ」「待望の新連載」と『週刊少年ジャンプ』誌面上で宣伝された。

## あらすじ
猫玉市で暮らす浦島ピン太郎は、とにかく釣りが好きな少年である。幼馴染の少女・地引あみはある日、父親が大切にしていたビンテージルアーを不注意から紛失してしまった。
困ったあみを見ていたピン太郎は先祖が受け取って以来ずっと封印していた玉手箱を開くことにした。その中にはかつて龍宮の乙姫に仕えていたという使いの者が封印されており、彼は自分を解放した者の釣りの味方をするよう伝言を受けていた。使いの者はピン太郎の意を酌み取り、大切なルアーを奪った犯人である大物ブラックバス、通称「百戦ランカー」の捕獲に協力する。こうして翌朝、ピン太郎と玉手箱から出てきたリグー、そしてあみの3人でリベンジマッチを持ちかける。

## 登場人物

### 主要人物
浦島ピン太郎（うらしま ピンたろう）
本作品の主人公。浦島太郎の子孫で釣りの天才児である。獲物が掛かる前に「釣気」という第六感が働く。「釣って釣って釣りまくるっち」が口癖。
リグー
ピン太郎のお供をするタツノオトシゴで、彼の先祖から手渡された玉手箱に入っていた。意志を持ち、人語を操ることができる。また、擬似化という能力を持ち、様々なタイプのルアーに変身する。性格はかなりの我が儘で、高級品のシュークリームしか食べない。
地引あみ（じびき あみ）
釣り具店「リトルアングラー」の娘。ピン太郎の幼馴染みで、釣りに関する知識に明るい。父親はルアー職人かつ熱狂的ルアーコレクターで、リグーの存在を羨ましがっている。なお、読切作品発表時の段階では、漆原という名字であった。

### その他
龍宮乙女（たつみや おとめ）
ピン太郎のクラスに転向してきた海底人の少女。高飛車な性格だが、人の心の機微には敏感である。こまめに水分を補給しないと体が縮み上がって死に至る。
サバスチャン
乙女に仕える執事。乙女の秘密を守っている。
ビン坊（ビンぼう）
ピン太郎の親友で、釣り好きの少年。かつて大財閥の御曹司だったが、事業の失敗で借金を抱えて貧乏になる。そのことが原因で周りから苛められて殻を閉ざし、周囲の嫌われ者にもなっていた。ピン太郎が親しく付き合ってくれたことで、周囲との誤解も解ける。
味野モコ（あじの もこ）
ピン太郎との同学年。見かけは大人しいが料理人の血が流れており、新鮮な食材を見ると目の色が変わり、すぐさま料理を始める。料理で人を感動させたいという夢を持っている。
音母毛伽羅（おとぼけ きゃら）
音母毛神社に仕える巫女。神社の近くにある音母毛沼という沼がある。そこに棲息している大鯰が怒ると地震が起こるため、その度に神社では、彼女が半裸になって股間に大根を挟み込みいじり回すという鎮魂の儀式を行う。
海原はるか（うなばら はるか）
浦島太郎の嫡孫であり、ピン太郎をライバル視する少年。ポセイドンという擬似化可能なルアーを持つ。
真壁（まかべ）
ルアーコレクションを自慢する少年。マントの裏にたくさんのルアーを装着し、しかもその下はパンツ一丁である。壷のコレクションもしている。